# Micraira subspicata
Micraira subspicata är en gräsart som beskrevs av Michael Lazarides. Micraira subspicata ingår i släktet Micraira och familjen gräs. Inga underarter finns listade i Catalogue of Life.